# Sólheimafjall
Sólheimafjall är ett berg i republiken Island. Det ligger i regionen Norðurland vestra, 200 km nordost om huvudstaden Reykjavík. Toppen på Sólheimafjall är 1 171 meter över havet, eller 203 meter över den omgivande terrängen. Bredden vid basen är 4,1 km.
Trakten runt Sólheimafjall är nära nog obefolkad, med mindre än två invånare per kvadratkilometer. Närmaste större samhälle är Varmahlíð, omkring 14 kilometer nordväst om Sólheimafjall. Trakten runt Sólheimafjall består i huvudsak av gräsmarker.